# BMW M50
| M50                            | M50                                                                |
| ------------------------------ | ------------------------------------------------------------------ |
|                                |                                                                    |
| Виробник:                      | BMW                                                                |
| Марка:                         | M50                                                                |
| Тип:                           | L6                                                                 |
| Робочий об'єм:                 | 2.0 л (1,991 куб.см) 2.4 л (2,394 куб.см) 2.5 л (2,494 куб.см) см3 |
| Максимальна потужність:        | 150–192 к.с. к.с. (85–120 кВт кВт )                                |
| Максимальний обертовий момент: | 320–514 Н⋅м (236–379 фунт⋅фут) Н·м                                 |
| Конфігурація:                  | L                                                                  |
| Циліндрів:                     | 6                                                                  |
| Клапанів:                      | 24                                                                 |
| Хід поршня:                    | 66 мм (3.11 дюйма) 72 мм (3.26 дюйма) 75 мм (3.35 дюйма) мм        |
| Діаметр циліндра:              | 80 мм (3.1 дюйма) 84 мм (3.31 дюйма) мм                            |
| Система живлення:              | Пряме впорскування                                                 |
| Охолодження:                   | рідинне охолодження                                                |
| Газорозподільний механізм:     | DOHC                                                               |
| Матеріал блоку циліндрів:      | Чавун                                                              |
| Матеріал ГБЦ:                  | Алюміній                                                           |
| Тактність (число тактів):      | 4                                                                  |
| Рекомендоване паливо:          | Бензин                                                             |

BMW M50 — рядний шестициліндровий бензиновий двигун DOHC, який випускався з 1990 по 1996 рік. Був випущений в E34 520i і 525i, щоб замінити двигун M20.
У вересні 1992 року M50 було модернізовано до M50TU («технічне оновлення»), який став першим двигуном BMW із змінним газорозподілом. Система VANOS, названа так BMW, регулює фазування впускного розподільного вала.
M50 почали поступово виводити з виробництва після появи двигуна M52 у 1994 році.
E36 M3 оснащувався двигуном серії S50, який є високопродуктивною версією M50.

## Дизайн

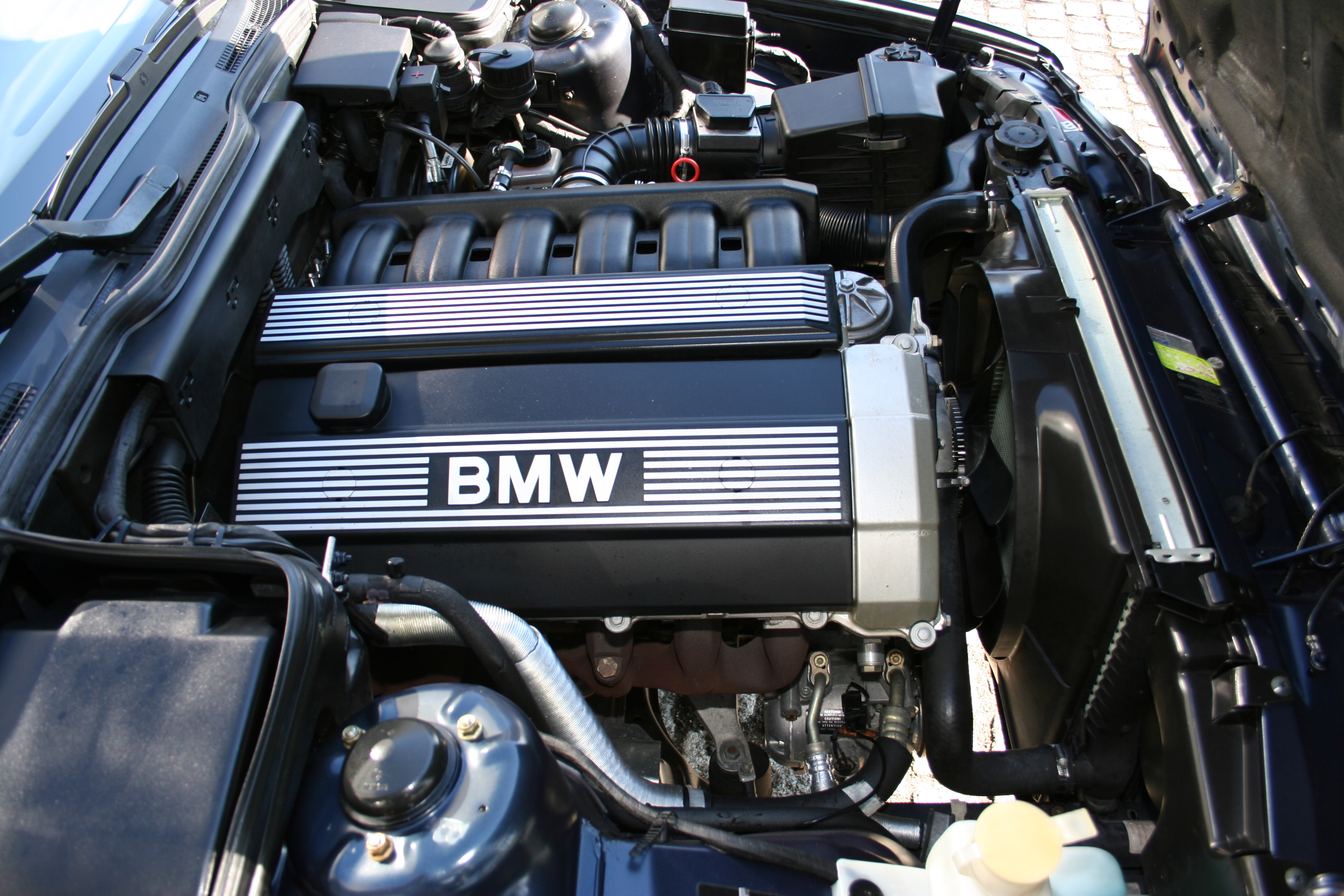
Початкова версія M50 (до технічного оновлення 1992 року)

Значний прогрес у порівнянні зі своїм попередником двигуном M20, M50 має подвійний верхній розподільний вал (DOHC) з чотирма клапанами на циліндр (M20 має один верхній розподільний вал з 2 клапанами на циліндр), котушку запалювання, датчик детонації, зменшену вагу, та пластиковий впускний колектор. В обох двигунах використовується залізний блок із головкою з алюмінієвого сплаву. Червона зона на відмітці 6500 об/хв для M50B25 і 6750 об/хв для M50B20 (7000 об/хв для моделей S50), так само як і в остаточній версії M20.
Розташування масляного піддона (картера) залежить від моделі, на якій встановлено M50. Він знаходиться спереду на E34 5 серії (так само як і M20), тоді як знаходиться ззаду на E36 3 серії.

## Моделі
| Двигун   | Об‘єм                   | Потужність                        | Крутний момент                       | Роки           |
| -------- | ----------------------- | --------------------------------- | ------------------------------------ | -------------- |
| M50B20   | 1 991 см3 (121,5 дюйм3) | 110 кВт (148 к. с.) на 6000 об/хв | 190 Н⋅м (140 фунт⋅фут) на 4700 об/хв | 1990-1992 роки |
| M50B20TU | 1 991 см3 (121,5 дюйм3) | 110 кВт (148 к. с.) на 5900 об/хв | 190 Н⋅м (140 фунт⋅фут) на 4200 об/хв | 1992-1996 роки |
| M50B24TU | 2 394 см3 (146,1 дюйм3) | 138 кВт (185 к. с.) на 5900 об/хв | 240 Н⋅м (177 фунт⋅фут) на 4200 об/хв | 1992-1996 роки |
| M50B25   | 2 494 см3 (152,2 дюйм3) | 141 кВт (189 к. с.) на 6000 об/хв | 245 Н⋅м (181 фунт⋅фут) на 4700 об/хв | 1990-1992 роки |
| М50Б25ТУ | 2 494 см3 (152,2 дюйм3) | 141 кВт (189 к. с.) на 5900 об/хв | 250 Н⋅м (184 фунт⋅фут) на 4200 об/хв | 1992-1996 роки |
| S50B30   | 2 990 см3 (182,5 дюйм3) | 210 кВт (282 к. с.) на 7000 об/хв | 319 Н⋅м (235 фунт⋅фут) на 3500 об/хв | 1992-1995 роки |
| S50B32   | 3 201 см3 (195,3 дюйм3) | 239 кВт (321 к. с.) на 7400 об/хв | 350 Н⋅м (258 фунт⋅фут) на 3250 об/хв | 1995-2000 роки |

### M50B20

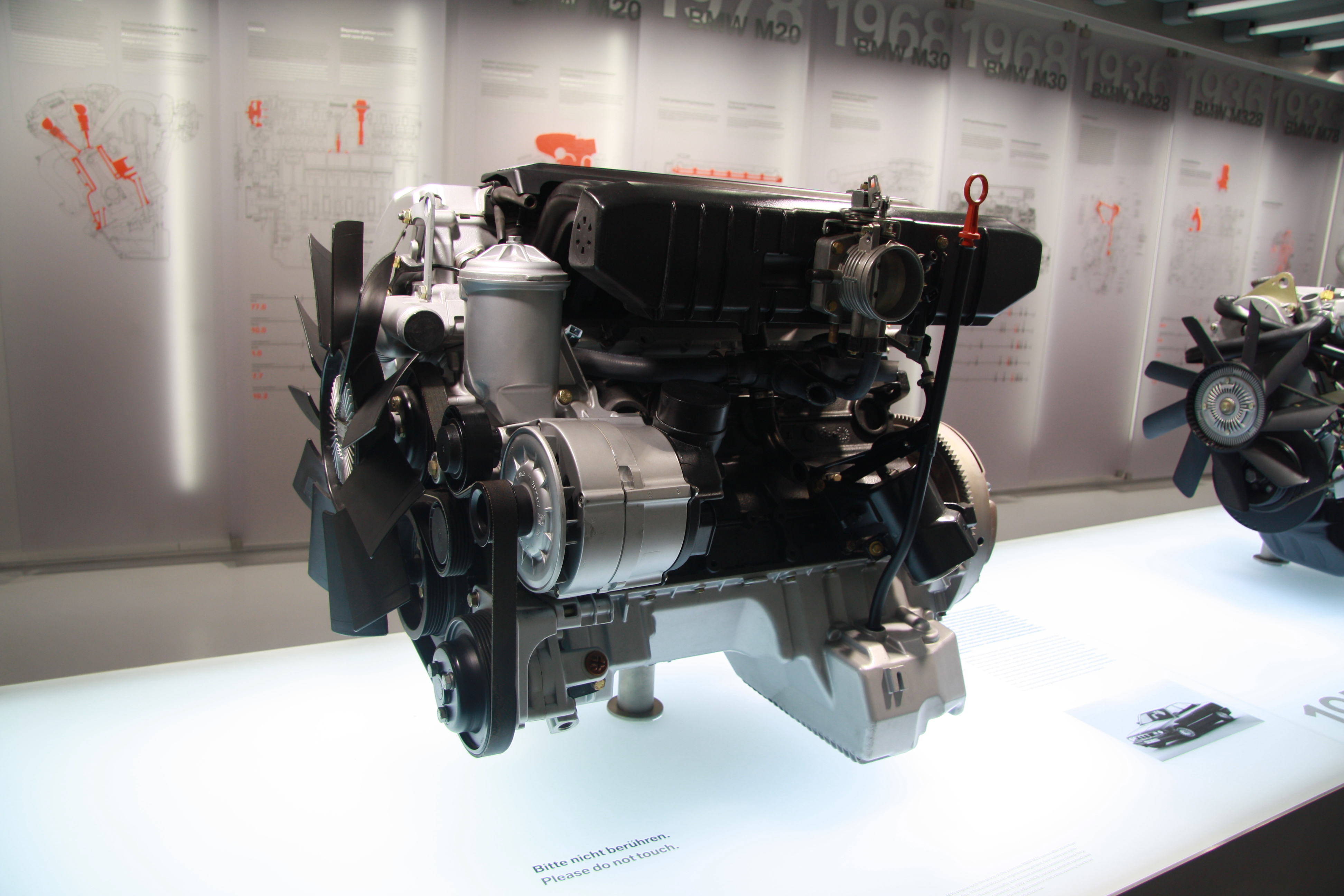
Двигун M50 в музеї BMW

1 991 см3 (121,5 дюйм3) M50B20 був представлений разом із 520i 1990 року. Має діаметр циліндра 80 мм (3,15 дюйм), хід 66 мм (2,60 дюйм) і видає 110 кВт (148 к. с.). Ступінь стиснення 10,5:1.
Застосування:
- 1990—1992 E34 520i
- 1991—1995 E36 320i

### M50B20TU
M50B20 був оновлений одиночним VANOS у 1992 році. Максимальний крутний момент став доступним при 4200 об/хв. Виробляє 110 кВт (148 к. с.) при 5900 об/хв і 190 Н⋅м (140 фунт⋅фут) при 4200 об/хв. Ступінь стиснення підвищили до 11,0:1.
Застосування:
- 1992—1994 E36 320i
- 1992—1996 E34 520i

### M50B24TU
Двигун об‘ємом 2394 куб.см, який використовується на ринках Таїланду та Океанії. Версія M50B25TU мала об‘єм 2 494 см3 (2,5 л) зі зменшеним до 72 мм (2,83 дюйм) ходом поршня і виробляла потужність 138 кВт (185 к. с.) при 5900 об/хв і 240 Н⋅м (177 фунт⋅фут) при 4200 об/хв. Ступінь стиснення 10,5:1.
Застосування:
- 1993—1995 E36 325iA/2.4
- 1992—1996 E34 525iA/2.4

Версія M50B25 має об‘єм 2 494 см3 (152,2 дюйм3) була представлена разом із 525i та 525ix 1990 року. Має діаметр циліндра 84 мм (3,31 дюйм), хід поршня 75 мм (2,95 дюйм) і видає 141 кВт (189 к. с.) потужності при 6000 об/хв і 245 Н⋅м (181 фунт⋅фут) при 4700 об/хв. Ступінь стиснення 10,0:1.
Застосування:
- 1990—1992 E34 525i, 525ix
- 1991—1992 E36 325i, 325is

### М50Б25ТУ
M50B25 був оновлений одиночним VANOS у 1992 році, в результаті чого максимальний крутний момент став доступним при 4200 об/хв. Виробляє 141 кВт (189 к. с.) при 5900 об/хв і 250 Н⋅м (184 фунт⋅фут) при 4200 об/хв. Ступінь стиснення збільшили до 10,5:1.

## S50
| S50                        | S50                                           |
| -------------------------- | --------------------------------------------- |
|                            |                                               |
| Виробник:                  | BMW                                           |
| Марка:                     | S50                                           |
| Тип:                       | L6                                            |
| Робочий об'єм:             | 3.0 л (2,990 куб.см) 3.2 л (3,201 куб.см) см3 |
| Конфігурація:              | L                                             |
| Циліндрів:                 | 6                                             |
| Клапанів:                  | 24                                            |
| Хід поршня:                | 85.8 мм (3.38 дюйма) 91 мм (3.6 дюйма) мм     |
| Діаметр циліндра:          | 86 мм (3.40 дюйма) 86.4 мм (3.40 дюйма) мм    |
| Система живлення:          | Пряме впорскування                            |
| Охолодження:               | рідинне охолодження                           |
| Газорозподільний механізм: | DOHC, з VVT для версії M62TU                  |
| Матеріал блоку циліндрів:  | Чавун                                         |
| Матеріал ГБЦ:              | Алюміній                                      |
| Тактність (число тактів):  | 4                                             |

S50 — високопродуктивна версія M50, яка використовувалася в E36 M3, замінивши чотирициліндровий двигун BMW S14, використовуваний в E30 M3. Як і M50, S50 має залізний блок і алюмінієву головку з чотирма клапанами на циліндр.
У Сполучених Штатах використовувався менш потужний двигун під назвою «S50B30US», який має більше спільного зі звичайним двигуном M50, ніж інші версії S50.

### S50B30
S50B30 використовувався в більшості країн, за винятком Сполучених Штатів (у 1993 році BMW Канада офіційно імпортувала 45 M3 з двигуном S50B30). S50B30 має потужність 210 кВт (282 к. с.), діаметр циліндра 86 мм (3,39 дюйм), хід поршня 85,8 мм (3,38 дюйм) і ступінь стиснення 10,8:1. Червона зона — 7200 об/хв. S50 має окрему дросельну заслінку для кожного циліндра, єдину систему VANOS (змінні фази газорозподілу на впускному розподільному валу), систему керування двигуном Bosch Motronic M3.3 і перероблені системи впуску та вихлопу.
Обмежена серія моделі «M3 GT» 1995 року виробляла 220 кВт (295 гальм. к. с.) потужності. Мала інші розподільні вали та перероблений картер і масляний насос.